# С.АРТ
С.АРТ (галерея Петра Войса) — галерея современного искусства в Москве. Одна из первых частных галерей России. Создана в 1989 году на базе первого в СССР архитектурно-проектного кооператива «АРТ». Основное направление галерейной деятельности — актуальное искусство.

## История
В первое десятилетие галерея работала с художниками традиционалистского направления.
В этот период при поддержке государственных структур и творческих союзов галерея провела ряд представительных выставок русского искусства за рубежом: Рим (1990 год), Сеул (1995), Страсбург (1996), Люксембург (1997). В 1996 году с участием Национального художественного музея Республики Беларусь на площадях Центрального дома художника в Москве галерей была организована выставка современного белорусского искусства «Бел-Арт-Транзит».
Самый известный проект того времени «Сватовство майора» экспонировался на Международной художественной ярмарке Арт Манеж в 1997 году. В этом проекте 30 художников впервые в практике отечественной истории искусств единым образом создали свои ремейки на тему известной картины русского художника XIX века Павла Федотова «Сватовство майора».
В процессе трансформации взглядов куратора галереи Петра Войса на место современного искусства в обществе, в конце девяностых годов XX века произошла переориентация идеологических установок в работе галереи. Такая переориентация был связана в первую очередь с недостаточностью традиционализма, как направления в искусстве, отражать в полной мере процессы, происходящие в социо-культурном пространстве.

## Выставки, проекты, акции
В 1998 году галереей было заявлено о начале реализации художественно-публицистической программы «Актуальная Россия» (терм. (П.Войса).
В число наиболее заметных проектов, выставок и акций этого периода входят: «Арт-лопата» (1998 г.), «Русское чудо» (1998 г.), «Опись имущества» (худ. Семен Агроскин, 1999 г.), «Такой ФИАТ нам не нужен» (2000 г.), «Школа или десять рецептов национальной кухни» (худ. Иван Колесников, 2000 г.), «Second Hand» (худ. Руслан Вашкевич. 2000 г.), «Азбука века» (худ. Иван Колесников и Сергей Денисов. 2000 г.), «Мир без границ» (2001 г.), «Безымянные герои» (худ. Василий Колотев. 2001 г.), «Опыты Доро»
(худ. Александр Доро, 2001 г.), «Новые русские сказки» (худ. Александр Савко. 2002 г.), «Тайная симметрия бытия» (худ. Иван Новоженов, 2002 г.), «Фрукты и металлы» (худ. Александр Доро, 2002 г.), «Супремусы» (худ. Александр Сигутин, 2002 г.), «Морской бой» (худ. Константин Батынков. 2002 г.), «Секретные материалы» (худ. Владислав .Мамышев-Монро. 2002 г.), «Ацы-бацы и другие царапки» (худ. Михаил Ладейщиков, 2002 г.), «Огненные знаки» (худ. Виктор Лукин, 2003 г.), «Domestication of картошка» перформанс на ярмарке Арт-Москва (Prigov Family Group), «Зе бест» (худ. Константин Батынков (куратор), Вячеслав Мизин, Дмитрий Шагин и др., 2003 г.), «В сторону отца» перформанс в галерее С.АРТ (Prigov Family Group), «Война и мир» (худ Константин Звездочетов и Александр Савкоъ. 2003 г.), «Полосатый рейс из Петербурга в Москву» (худ. Дмитрий Шагин. 2003 г.), «Стерилизация» (худ. Алексей Политов и Марина Белова, 2003 г.), «Мягко» (худ. Дмитрий Пригов, 2003 г.), «Символы и флаги» (худ. Император Вава, 2003 г.) «Кубки и банки» (худ. Андрей Бильжо, Олег Кулик, Антон Литвин, Вячеслав Мизин, Георгий Острецов, Дмитрий Пригов, Николай Полисский, Ольга Чернышева, Аристарх Чернышев, Александр Шабуров, и др., 2003 г.), «Первая аксиома (Лифшиц)» (худ. Дмитрий Гутов, Нина Котел, Владимир Сальников, Диана Мачулина, Кирилл Челушкин и др., 2004 г.), «Горбачев» (худ. Витас Стасюнас, 2004 г.), «Больница» (худ. Инга и Леша Аксе-новые, 2004 г.), «Сто инсталляций» (худ. Алексей Звероловлев, 2004 г.), «Живопись, которая настоялась» худ. Андрей Бильжо, 2004 г.), «19:45» (худ. Алексей Каллима, 2005 г.), «Путинки» (худ. Виктор Лукин, 2005 г.), «Девушки партии» (худ. Сергей Беляк, 2005 г.) «Роботы» (худ. Константин Батынков, 2006 г.), «Монстрология» (худ. Дмитрий Пригов, 2006 г.), «Люди в черном» (худ. Василий Флоренский, 2006 г.), «Памятник девству» (худ. Анна Жёлудь, 2006 г.) «В СССР секса не было» (2006 г.) «Тот самый Чубаров» (худ. Евгений Чубаров, 2007 г.), «Цветафор»[ (арт-группа, 2007 г.), «Выставка авангардных работ и оголтелых подарков» (худ. Сергей Троицкий (Паук), «Синие носы» и др., 2007 г.), «ПреведМедвед» (худ. Иван Колесников и Сергей Денисов", 2008 г.), «Совесть» (худ. Дмитрий Канторов, 2008 г.), «Война продолжается» (худ. Сергей Наумов и Равиль Юсупов, 2008 г.), «Трансформации» (худ. Евгений Медведев (Женя Ма), (2008 г.), «МЕДВЕДЕВКА» (2008 г.) «Взрослые игры» (2008 г.), «СТАЛИН» (2009 г.), «Любимые художники и напитки» (худ. Герасим Кузнецов), «Русская метафизика» (2010 г.), «Лубянка» (арх. Евгения Добровольская, Михаил Тюленев, худ. Сергей Наумов и Равиль Юсупов, 2010 г.), «Время 31» (выставка фотографий с Триумфальной), 2010 год, «С Войной покончено? Что в остатке?» (2011 г.).
В 2003 году при поддержке Московского музея современного искусства галерея осуществила проект «АРТКОНСТИТУЦИЯ» с участием 120 художников, работами которых были проиллюстрированы 137 статей Конституции Российской Федерации. В 2004 году представление проекта прошло в США : в институте Харимана Колумбийского университета в Нью-Йорке, Конгрессе США в Вашингтоне, Генеральном консульстве РФ в Нью-Йорке.
В 2003, 2004, 2005, 2006 и 2007 году галерея совместно с Советом современных художников проводила награждение Серебряным знаком почета выдающихся граждан Российской Федерации (проект худ. Георгия Острецова «Новое правительство»).
Большую известность получила проведенная галереей в 2015 году выставка активистского искусства «Мы победили». Выставка вызвала бурную реакцию общественности — от восторженной до резко негативной.

## Художники
Художники, участвовавшие в проектах, акциях и выставках галереи:
«АЕС+Ф», «Синие носы» (Александр Шабуров и Вячеслав Мизин), «ЦВЕТАФОР», Валерий Айзенберг, Татьяна Антошина, Андрей Бартенев, Константин Батынков, Марина Белова и Алексей Политов, Андрей Бильжо, Сергей Братков, Анатолий Брусиловский, Император ВАВА, Руслан Вашкевич, Александр Виноградов и Владимир Дубосарский, Герман Виноградов, Дмитрий Гутов, Анна Жёлудь, Константин Звездочётов, Алексей Звероловлев, Максим Илюхин, Алексей Каллима, Виталий Комар и Александр Меламид, Александр Косолапов, Нина Котел, Герасим Кузнецов, Олег Кулик, Михаил Ладейщиков, Ростислав Лебедев, Антон Литвин, Георгий Литичевский, Виктор Лукин, Наталия Мапи, Влад Мамышев-Монро, Игорь Макаревич, Диана Мачулина, Анатолий Орлов, Борис Орлов, Анатолий Осмоловский, Георгий Острецов, Лев Повзнер, Александр Повзнер, Николай Полисский, Андрей Пригов, Дмитрий А. Пригов, Арсен Савадов, Александр Савко, Владимир Сальников, Евгений Семенов, Александр Сигутин, Тимофей Смирнов, Витас Стасюнас, Андрей Филиппов, Василий Флоренский, Дмитрий Цветков, Василий Церетели, Владимир Чайка, Аристарх Чернышев, Ольга Чернышева, Евгений Чубаров, Дмитрий Шагин и др.